# Ильяз уулу Ренат
Ренат Ильяз уулу (род. 19 июля 1997, Джалал-Абад, Кыргызстан) — киргизский борец греко-римского стиля выступающий в весовой категории до 77 кг. Бронзовый призёр чемпионата Азии по борьбе 2020 года, серебряный (2019, 2020) и бронзовый (2018, 2021, 2024, 2025) призёр чемпионата Кыргызстана по борьбе. Мастер спорта Международного класса по греко-римской борьбе.

## Биография
Родился 19 июля 1997 года в Джалал-Абаде. Греко-римской борьбой начал заниматься в 2010 году.
В 2014 году стал чемпионом Азии по греко-римской борьбе среди кадетов в весовой категории до 63 кг. В 2018 году занял седьмое место на чемпионате мира по борьбе среди спортсменов до 23 лет. В 2019 году одержав победу над иранским борцом Мохаммадом Реза Гераеи со счетом 4:2, стал чемпионом Азии U-23 по борьбе. В том же году в чемпионате мира среди спортсменов до 23 лет повторил результат предыдущего года, заняв седьмое место.
В 2020 году завоевал бронзовую медаль на чемпионате Азии по борьбе среди взрослых.